# ألكساندر روكويل
الكساندر روكويل (بالإنجليزية: Alexandre Rockwell) (و. 1956  م) هو مخرج أفلام، وكاتب سيناريو، ومنتج أفلام أمريكي، ولد في بوسطن.

## جوائز
حصل على جوائز منها:
- Grand Jury Prize Dramatic [الإنجليزية]‏، عن عمل: In the Soup [الإنجليزية]‏ (1992).

## وصلات خارجية
- ألكساندر روكويل على موقع IMDb (الإنجليزية)
- ألكساندر روكويل على موقع ألو سيني (الفرنسية)
- ألكساندر روكويل على موقع أول موفي (الإنجليزية)
- ألكساندر روكويل على موقع قاعدة بيانات الأفلام السويدية (السويدية)
- ألكساندر روكويل على موقع قاعدة بيانات الفيلم (الإنجليزية)
- ألكساندر روكويل على موقع كينوبويسك (الروسية)